# Cristian Brolli
Cristian Brolli, né le 28 février 1992 à Serravalle, est un footballeur international saint-marinais qui évolue au poste de défenseur au Folgore/Falciano.

## Biographie

### Carrière en sélection
Le 14 août 2012, Brolli fait ses débuts avec le Saint-Marin lors d'un match des éliminatoires de la Coupe du monde de football 2014 face à Malte (défaite 2-3).